# Рамирес, Франсеск
Франсеск Хавьер Рамирес Паломо (кат. Francisco Javier Ramírez Palomo; 7 сентября 1976, Андорра-ла-Велья, Андорра) — андоррский футболист, защитник. Выступал в национальной сборной Андорры.

## Биография

### Клубная карьера
Начал карьеру игрока в клубе «Принсипат» из чемпионата Андорры. В 1998 году стал игроком «Андорры» из Андорра-ла-Вельи, которая играла в низших дивизионах Испании. Летом 2000 года мог перейти в андоррскую команду «Констелласьо Эспортива». После вновь играл за «Принсипат», «Сан-Жулию» и «Ранжерс».
Его последней командой стала «Санта-Колома», в которой он играл до 2011 года.

### Карьера в сборной
В 1997 году главный тренер национальной сборной Андорры Маноэл Милуир пригласил Рамиреса в стан команды карликового государства, которая является одним из аутсайдеров мирового футбола. Тогда ему было 20 лет. Дебютировал в составе сборной Андорры 22 июня 1997 года во второй игре в истории команды против Эстонии (1:4).
В квалификации на чемпионат Европы 2000 Франсеск сыграл в 9 играх. В феврале 2000 года провёл три матча на турнире Ротманс, который проходил на Мальте. В отборочном турнире к чемпионату мира 2002 года Рамирес сыграл в 6 встречах. Франсеск принял участие во второй победе в истории сборной Андорры, 17 апреля 2002 года против Албании (2:0). В квалификации на чемпионат Европы 2004 Чема принял участие лишь в 2 матчах. Последний раз в футболке сборной сыграл 5 июня 2004 в товарищеской встрече с Испанией (0:4).
Всего за сборную Андорры он провёл 32 матча.

## Личная жизнь
Его профессия — полицейский.